# Drosophila colorata
Drosophila colorata är en tvåvingeart som beskrevs av Walker 1849. Drosophila colorata ingår i släktet Drosophila och familjen daggflugor.
Artens utbredningsområde täcker delar av USA, från Washington och Maine, till Missouri, Mississippi och Virginia.